# Chaetexorista discalis
Chaetexorista discalis là một loài ruồi trong họ Tachinidae.